# Reinder Nummerdor
Reinder Aart Nummerdor (ur. 10 września 1976 w IJsselmuiden) – holenderski siatkarz, grający na pozycji przyjmującego, reprezentant Holandii.
W latach 2006–2013 jego partnerem w siatkówce plażowej był Richard Schuil, a od 2014 roku jest Christiaan Varenhorst.

## Życie prywatne
16 czerwca 2014 ożenił się z Manon Flier (holenderską siatkarką), a miejscem ślubu było miasto Dalfsen. W lipcu 2016 roku urodziła się mu dziewczynka Milou.

## Sukcesy reprezentacyjne
Mistrzostwa Europy:
- 1997

## Sukcesy w siatkówce plażowej
Mistrzostwa Holandii:
- 2007, 2008, 2009, 2010
- 2013

Mistrzostwa Europy:
- 2008, 2009, 2010
- 2007
- 2011

World Tour:
- 2007, 2012

Mistrzostwa Świata:
- 2015

## Nagrody indywidualne
- 1997 - Najlepszy przyjmujący Mistrzostw Europy
- 2009 - Najlepszy broniący World Tour
- 2011 - Najlepszy broniący World Tour[4]